# 弦途有你 (電影)
《弦途有你》（英語：Walk the Line）是2005年一部關於美國民歌創作歌手尊尼·卡殊的電影，由占士·曼高執導，祖昆·馮力士和麗絲·韋花絲潘分別飾演尊尼·卡殊和簡·卡特·卡殊夫婦。
本片在2005年9月4日特柳德賴電影節中預映，11月18日全國公映；並獲得翌年奧斯卡金像獎包括最佳男女主角在內的五項提名，最終獲得最佳女主角獎（麗絲·韋花絲潘）。

## 外部連結
- 官方網站
- 互联网电影数据库（IMDb）上《Walk the Line》的资料（英文）
- 爛番茄上《Walk the Line》的資料（英文）
- Metacritic上《Walk the Line》的資料（英文）
- Box Office Mojo上《Walk the Line》的資料（英文）

| 獎項                  | 獎項                              | 獎項                  |
| --------------------- | --------------------------------- | --------------------- |
| 上一届： 《酒佬日記》 | 金球獎最佳音樂及喜劇類電影 2006年 | 下一届： 《夢幻女郎》 |